# Arrugas - Rughe
Arrugas - Rughe (Arrugas) è un film d'animazione spagnolo del 2011 diretto da Ignacio Ferreras, tratto dall'omonima graphic novel del 2007 scritta e disegnata da Paco Roca. 

## Trama
Il film narra la storia di Emilio, ex direttore di banca ora costretto a vivere in una casa di cura, dove arriva affetto da uno stadio iniziale di malattia di Alzheimer. Qui conoscerà Miguel e altri compagni, che lo aiuteranno a evitare il temuto ultimo piano dell'istituto, destinato a chi non può provvedere autonomamente a sé stesso.

## Produzione
La pellicola è distribuita in Spagna da "Perro Verde Films", diretta da Manuel Cristóbal e co-prodotta da "Cromasoma". Il lavoro di animazione è svolto per il 75% in Spagna e per il restante nelle Filippine. 
Protagonisti dell'équipe artistica sono Paco Roca, autore del graphic novel, co-sceneggiatore e disegnatore; Ignacio Ferreras, regista e co-sceneggiatore; Nani García, compositore della colonna sonora, proposto dallo stesso Cristóbal. 
Il film è girato tra l'inverno del 2010 e l'estate del 2011.

## Distribuzione in Italia
Dal 23 maggio 2013, il film viene distribuito in Italia da "EXIT med!a", nelle sale di Roma, Bergamo, Cagliari, Mantova, Catania, Biella e altre. Il film è proiettato in versione originale con i sottotitoli in italiano.

## Presentazione e critica
Viene presentato al Future Film Festival di Bologna nel 2012 e in seno a CinemaSpagna, il Festival del Cinema Spagnolo organizzato da "EXIT med!a" presso il Cinema Farnese Persol di Roma.

## Premi

### Premi Goya 2012
| Categoria                                               | Risultato |
| ------------------------------------------------------- | --------- |
| Premio Goya per il miglior film d'animazione            | Vincitore |
| Premio Goya per la migliore sceneggiatura non originale | Vincitore |

## Curiosità
Dopo alcuni mesi di negoziazioni, "Rughe" approda in Giappone il 22 giugno 2013, distribuito dallo Studio Ghibli, la leggendaria casa di produzione fondata da Isao Takahata e Hayao Miyazaki.